# کارل چوردا

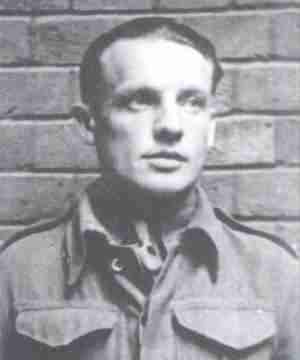
کارل چوردا

کارل چوردا (چکی: Karel Čurda؛ ‏ ۱۰ اکتبر ۱۹۱۱–۲۹ آوریل ۱۹۴۷) سرباز ارتش چکسلواکی در تبعید بود. او مسئول خیانت به مأمورین ترور راینهارت هایدریش بود. وی در ازای ۵۰۰۰۰۰ رایش مارک و یک هویت جدید تحت عنوان «کارل جهروت» مخفیگاه و هویت مأمورین مخفی پراگ را لو داد. او با یک زن آلمانی ازدواج کرد و بقیه جنگ را به عنوان عضو مخفی گشتاپو گذراند. پس از پایان جنگ دستگیر، محاکمه و به وسیله دار اعدام شد.

## فیلم
در فیلم عملیات سپیده دم (Operation Daybreak) محصول ۱۹۷۵، توسط مارتین شاو به تصویر کشیده شده‌است. همچنین در فیلم Anthropoid محصول ۲۰۱۶ به کارگردانی شان الیس توسط جیری شیمک (Jiří Šimek) و در فیلم «مردی با قلب آهنین» (۲۰۱۷) توسط آدام ناگاتیس.